# Üröm
Üröm är en ort i Ungern.   Den ligger i provinsen Pest, i den centrala delen av landet, 11 km norr om huvudstaden Budapest. Üröm ligger 181 meter över havet och antalet invånare är 4 753.
Terrängen runt Üröm är kuperad västerut, men österut är den platt. Terrängen runt Üröm sluttar österut. Runt Üröm är det mycket tätbefolkat, med 4 343 invånare per kvadratkilometer. Närmaste större samhälle är Budapest, 11,1 km söder om Üröm. Runt Üröm är det i huvudsak tätbebyggt.